# Hightae
Hightae ist eine Ortschaft in der schottischen Council Area Dumfries and Galloway beziehungsweise der traditionellen Grafschaft Dumfriesshire. Sie liegt rund drei Kilometer südlich von Lochmaben und vier Kilometer südwestlich von Lockerbie nahe dem rechten Ufer des Annan. Rund 1,5 km nordwestlich befindet sich der See Hightae Mill Loch.

## Geschichte
Im 14. Jahrhundert war das bei Hightae gelegene Anwesen Rammerscales Teil der Ländereien von Holmain. Es war der schottische König David II., welcher Holmain 1361 dem Clan Carruthers zusprach. Dieser stellte in der Folge die Lairds der Region. James Mounsey erwarb Rammerscales in den späten 1750er Jahren. Mounsey hatte einige Zeit in Russland gelebt und war Leibarzt der späteren russischen Kaiserin Katharina der Großen gewesen. Er ließ das heutige Rammerscales House erbauen. Vermutlich befand sich am Standort ein Vorgängerbauwerk.
Im Jahre 1796 wurde mit der Hightae Parish Church ein presbyterianisches Kirchengebäude in Hightae erbaut. Die Kirchengemeinde wurde zwischenzeitlich mit zwei umliegenden vereint und Gottesdienste werden im Rotationsverfahren in den drei ehemaligen Pfarrkirchen abgehalten.
Wurden 1881 noch 324 Einwohner in Hightae gezählt, so sank die Zahl bis auf 189 bei Zensuserhebung 1971 ab.

## Verkehr
Mit der A709 ist in Lochmaben eine überregionale Fernverkehrsstraße erreichbar. Über Carrutherstown besteht innerhalb weniger Kilometer Anschluss an die A75 (Stranraer–Gretna Green).